# Saison 2017-2018 du Pro14
Navigation
Pro12 2016-2017 Pro14 2018-2019
La saison 2017-2018 du Pro14, ou Guinness Pro14 du nom de son sponsor du moment, voit s'affronter quatorze franchises sud-africaines, écossaises, galloises, irlandaises et italiennes de rugby à XV. En raison de la réduction du nombre de participants en Super Rugby en 2018 ; faisant ainsi passer la compétition de 18 à 15 équipes ; deux franchises sud-africaines (les Cheetahs et les Southern Kings) demandent à intégrer le Pro12. Le 18 juillet 2017, le comité directeur de l'organisation décide de valider cette décision. Les Scarlets sont les champions en titre.

## Liste des équipes en compétition
| Équipe                    | Entraineur                          | Capitaine              | Stade                     |
| Franchises irlandaises    | Franchises irlandaises              | Franchises irlandaises | Franchises irlandaises    |
| ------------------------- | ----------------------------------- | ---------------------- | ------------------------- |
| Connacht                  | Kieran Keane                        | John Muldoon           | Galway Sportsground       |
| Leinster                  | Leo Cullen                          | Isa Nacewa             | RDS Arena                 |
| Munster                   | Johann van Graan                    | Peter O'Mahony         | Thomond Park              |
| Ulster                    | Les Kiss (janvier 2018) Jono Gibbes | Rory Best              | Kingspan Stadium          |
| Franchises galloises      |                                     |                        |                           |
| Cardiff Blues             | Danny Wilson                        | Gethin Jenkins         | Cardiff Arms Park         |
| Dragons                   | Bernard Jackman                     | Cory Hill              | Rodney Parade             |
| Scarlets                  | Wayne Pivac                         | Ken Owens              | Parc y Scarlets           |
| Ospreys                   | Steve Tandy                         | Alun Wyn Jones         | Liberty Stadium           |
| Franchises écossaises     |                                     |                        |                           |
| Édimbourg Rugby           | Richard Cockerill                   | Fraser McKenzie        | Myreside Stadium          |
| Glasgow Warriors          | Dave Rennie                         | Ryan Wilson            | Scotstoun Stadium         |
| Franchises italiennes     |                                     |                        |                           |
| Benetton Trévise          | Kieran Crowley                      | Dean Budd              | Stadio Comunale di Monigo |
| Zebre                     | Michael Bradley                     | George Biagi           | Stade Sergio-Lanfranchi   |
| Franchises sud-africaines |                                     |                        |                           |
| Cheetahs                  | Rory Duncan                         | Francois Venter        | Free State Stadium        |
| Southern Kings            | Deon Davids                         | Mike Wilemse           | Wolfson Stadium           |

## Arbitres
Treize arbitres principaux, dont dix internationaux, sont chargés d'officier durant cette saison de Pro14. Ils prennent en charge l'ensemble des matchs en tant qu'arbitres de champ. Les arbitres assistants ne sont pas contenus dans cette liste. 
| - Andrew Brace - George Clancy - John Lacey - Frank Murphy - David Wilkinson | - Ian Davies - Dan Jones - Nigel Owens - Ben Whitehouse | - Stuart Berry - Quinton Immelman - Mike Adamson - Marius Mitrea |

## Faits notoires

### Nouveau format
Avec les deux franchises sud-africaines, la ligue se sépare en deux conférences de sept équipes. Les nationalités sont équitablement représentées dans chaque conférence. À l'intérieur de chaque conférence, toutes les équipes s'affrontent à deux reprises (soit 12 matchs par équipe). Les équipes de conférences différentes s'affrontent une fois (soit 7 matchs supplémentaires), les équipes recevant ou se déplaçant alternativement d'une année à l'autre. De plus, chaque équipe dispute une double confrontation supplémentaire avec une équipe de leur nation. Pour les pays représentés par deux équipes uniquement, il s'agit donc d'une triple confrontation avec alternance chaque année de l'équipe recevant le troisième match. Les équipes irlandaises et galloises, au nombre de quatre, disputent une double confrontation avec chaque équipe de leur pays. Durant la saison régulière, chaque équipe dispute donc 21 matchs.

### Déroulement de la saison

#### À mi-parcours (10ejournée)
Dans la conférence A, les Glasgow Warriors réalisent un début de saison en fanfare avec dix succès d'affilée, dont huit avec bonus offensif, lors des dix premières journées, et se positionnent en favoris pour une place de demi-finalistes. Deuxièmes de la conférence, les Irlandais du Munster comptent déjà 12 points de retard mais recevront les glaswégiens durant la deuxième moitié de la saison et comptent sur leur place forte de Thomond Park où ils sont invaincus cette saison. Fortunes diverses pour l'équipe sud-africaine des Cheetahs, qui voyage mal mais bénéficie d'un avantage considérable à domicile, étant la seule équipe à évoluer en altitude, dans des conditions méconnues des autres équipes évoluant toutes à moins de 100 mètres au-dessus du niveau de la mer. Après dix journées, les quatre dernières équipes, à la lutte pour la quatrième et la cinquième place, synonymes de qualification ou d'un barrage qualificatif pour la coupe d'Europe, se tiennent en huit points. Avantage aux Cardiff Blues et au Connacht (19 et 17 points respectivement), devant Zebre (16). Les Ospreys sont légèrement distancés (11 points).
Dans la conférence B, à l'inverse des Glasgow Warriors, les Southern Kings, exclus du Super Rugby, enchaînent dix défaites d'affilée pour autant de rencontres et ne totalisent que 4 points. La lutte pour la première place est plus disputée que dans la conférence A, entre les tenants du titre gallois des Scarlets et les provinces irlandaises du Leinster et de l'Ulster (39, 37 et 35 points respectivement). Avec une attaque efficace, les Scarlets font la différence au nombre de points de bonus offensifs avec leurs principaux rivaux, mais le calendrier est désormais favorable au Leinster, qui a déjà affronté Glasgow et le Munster, battu l'Ulster et doit recevoir ses deux rivaux en deuxième partie de saison régulière. Ils sont suivis par Édimbourg (28), qui tient la place de barragiste pour la coupe d'Europe. Les autres équipes sont distancées : Trévise, qui a battu Édimbourg, compte seulement 15 points. L'autre franchise galloise de la conférence, les Dragons, sont en grande difficulté avec 13 points.

#### Au terme de la saison régulière (21ejournée)
Bien qu'ayant perdu une partie de leur avance, les Glasgow Warriors conservent la tête de la conférence A, se qualifiant pour la phase finale dès la 15e journée. Les trois premières places de la conférence restent inchangées depuis la 10e journée. Le Munster, second, reçoit en barrages tandis que les Cheetahs doivent se déplacer mais restent dans la course. Conséquence de la présence de la franchise sud-africaine dans le top 3, les Cardiff Blues, qui avec 35 points dans les onze dernières journées, sont l'équipe qui a le mieux négocié la deuxième moitié de saison, se qualifient pour la coupe d'Europe malgré leur quatrième place. En prenant 33 points, les Ospreys passent de la dernière à la cinquième place et obtiennent la place de barragiste pour la coupe d'Europe. Avec seulement 22 points dans la deuxième partie de saison, le Connacht glisse à la sixième place, seulement trois points devant les Zebre, derniers. Avec 
sept victoires chacune, ces deux équipes font cependant bien mieux que leurs homologues de la conférence B.
Le Leinster profite d'un calendrier plus favorable en deuxième moitié de saison pour prendre la tête de la conférence B, mais simplement à égalité de points avec les tenants du titre, les Scarlets, devancés à la différence de points. Meilleure équipe de la deuxième moitié de saison, avec 40 points obtenus en onze journées, Édimbourg parvient à prendre la troisième place qualificative pour les barrages. Avec quinze victoires, l'équipe écossaise a davantage gagné que le Leinster ou les Scarlets, mais compte quatre points de bonus de moins que ces deux équipes. Décevant, avec seulement 27 points en onze journées, l'Ulster est distancé de six points par Édimbourg et doit se contenter des barrages de coupe d'Europe. Le Benetton Trévise réalise une saison encourageante (comme Édimbourg, marquant 40 points après la dixième journée) mais, avec 55 points, reste hors de portée de la coupe d'Europe, qui se jouera donc la saison suivante sans club italien. Loin derrière, les Dragons (2 victoires) et les Southern Kings (1 victoire) comptent respectivement 35 et 44 points de retard sur Trévise.

## Résumé des résultats

### Classement de la phase régulière
| Rang | Franchise        | J  | V  | N | D  | Bo | Bd | Pm  | Pe  | Diff | Pts |
| ---- | ---------------- | -- | -- | - | -- | -- | -- | --- | --- | ---- | --- |
| 1    | Glasgow Warriors | 21 | 15 | 1 | 5  | 12 | 2  | 614 | 366 | +248 | 76  |
| 2    | Munster          | 21 | 13 | 1 | 7  | 10 | 5  | 568 | 361 | +207 | 69  |
| 3    | Cheetahs         | 21 | 12 | 0 | 9  | 10 | 5  | 609 | 554 | +55  | 63  |
| 4    | Cardiff Blues    | 21 | 11 | 0 | 10 | 5  | 5  | 502 | 482 | +20  | 54  |
| 5    | Ospreys          | 21 | 9  | 0 | 12 | 5  | 3  | 390 | 486 | -96  | 44  |
| 6    | Connacht         | 21 | 7  | 0 | 14 | 5  | 6  | 445 | 477 | -32  | 39  |
| 7    | Zebre            | 21 | 7  | 0 | 14 | 5  | 3  | 408 | 593 | -185 | 36  |

| Rang | Franchise        | J  | V  | N | D  | Bo | Bd | Pm  | Pe  | Diff | Pts |
| ---- | ---------------- | -- | -- | - | -- | -- | -- | --- | --- | ---- | --- |
| 1    | Leinster         | 21 | 14 | 1 | 6  | 10 | 2  | 601 | 374 | +227 | 70  |
| 2    | Scarlets (T)     | 21 | 14 | 1 | 6  | 9  | 3  | 528 | 365 | +163 | 70  |
| 3    | Édimbourg Rugby  | 21 | 15 | 0 | 6  | 7  | 1  | 494 | 375 | +119 | 68  |
| 4    | Ulster           | 21 | 12 | 2 | 7  | 8  | 2  | 538 | 482 | +56  | 62  |
| 5    | Benetton Trévise | 21 | 11 | 0 | 10 | 6  | 5  | 415 | 451 | -36  | 55  |
| 6    | Dragons          | 21 | 2  | 2 | 17 | 4  | 4  | 378 | 672 | -294 | 20  |
| 7    | Southern Kings   | 21 | 1  | 0 | 20 | 4  | 3  | 378 | 829 | -451 | 11  |

|  | Qualifiés pour les demi-finales et la Coupe d'Europe 2018-2019 (no 1, no 2, no 3, sauf franchises sud-africaines). |
|  | Qualifiés pour les barrages et la Coupe d'Europe 2018-2019 (no 1, no 2, no 3, sauf franchises sud-africaines).     |
|  | Qualifiés seulement pour la Coupe d'Europe.                                                                        |
|  | Barragistes pour la Coupe d'Europe 2018-2019.                                                                      |
|  | T : tenant du titre 2017                                                                                           |

Attribution des points : victoire : 4, match nul : 2, défaite : 0 ; plus les bonus (offensif : 4 essais marqués ; défensif : défaite par 7 points d'écart maximum).
Règles de classement : 1. Nombre de victoires ; 2.différence de points ; 3. nombre d'essais marqués ; 4. nombre de points marqués ; 5. différence d'essais ; 6. rencontre supplémentaire si la première place est concernée sinon nombre de cartons rouges, puis jaunes.
Règles de qualification en Coupe d'Europe : Sept clubs sont qualifiés pour la Coupe d'Europe. Sont qualifiés directement les trois meilleurs clubs de chaque conférence hors clubs sud-africains, ainsi que le meilleur quatrième.

## Résultats détaillés

### Phase régulière
| Cardiff Blues    |       | 25-20 | 36-30 | 19-20 | 25-18 | 23-26 | 37-8  | 43-29 | 10-20 |       | 11-14 |       | 31-25 | 35-17 |       |
| Cheetahs         | 29-27 |       | 26-25 | 26-29 | 17-19 | 44-25 | 54-39 |       | 33-13 | 38-19 | 28-21 | 45-24 |       |       |       |
| Connacht         | 15-17 | 23-15 |       | 12-18 | 20-16 | 26-15 | 11-19 |       | 22-29 | 47-10 |       | 32-10 |       | 44-16 |       |
| Glasgow Warriors | 40-16 | 37-23 | 35-22 |       | 37-10 | 31-10 | 68-7  |       | 17-0  | 31-21 |       | 43-13 | 37-21 |       |       |
| Munster          | 39-16 | 51-18 | 39-13 | 21-10 |       | 36-10 | 33-5  | 49-6  |       | 24-34 | 19-7  |       | 34-3  | 24-24 |       |
| Ospreys          | 29-28 | 27-26 | 39-10 | 6-47  | 16-21 |       | 22-13 | 28-14 |       | 32-18 | 18-19 | 26-12 |       |       |       |
| Zebre            | 7-10  | 23-24 | 24-10 | 20-40 | 19-36 | 37-14 |       | 34-32 |       |       | 10-41 |       | 16-20 | 27-23 |       |
| Dragons          | 17-22 | 17-29 | 21-8  | 15-15 |       | 9-22  |       |       | 12-25 | 16-39 | 8-33  | 29-13 | 15-18 | 32-32 |       |
| Édimbourg Rugby  |       |       |       | 18-17 | 12-6  | 37-10 | 16-15 | 35-18 |       | 29-24 | 52-14 | 37-7  | 17-20 | 20-32 | 24-19 |
| Leinster         | 37-9  |       | 21-18 |       | 23-17 |       | 41-6  | 54-10 | 21-13 |       | 20-13 | 64-7  | 15-17 | 38-7  |       |
| Scarlets         | 30-17 |       | 36-27 | 26-8  |       | 12-9  |       | 47-13 | 28-8  | 10-10 |       | 57-10 | 20-8  | 34-10 |       |
| Southern Kings   | 12-45 | 21-45 |       |       | 22-39 |       | 17-43 | 45-13 | 21-48 | 10-31 | 30-34 |       | 35-36 | 36-43 | 20-29 |
| Benetton Trévise |       | 27-21 | 19-22 |       |       | 16-6  | 27-14 | 29-27 | 13-24 | 10-36 | 22-12 | 31-3  |       | 14-21 | 17-22 |
| Ulster           |       | 42-19 | 16-8  | 36-15 | 24-17 | 8-0   |       | 52-25 | 16-17 | 10-25 | 27-20 | 59-10 | 23-22 |       |       |

### Phase finale
|  | Barrages                              | Barrages                              |                                |                                | Demi-finales                            | Demi-finales                            |  |  | Finale                             | Finale                             |
|  | Barrages                              | Barrages                              |                                |                                | Demi-finales                            | Demi-finales                            |  |  | Finale                             | Finale                             |
|  |                                       |                                       |                                |                                |                                         |                                         |  |  |                                    |                                    |
|  | 5 mai 2018, Parc y Scarlets, Llanelli | 5 mai 2018, Parc y Scarlets, Llanelli |                                |                                | 18 mai 2018, Scotstoun Stadium, Glasgow | 18 mai 2018, Scotstoun Stadium, Glasgow |  |  | 26 mai 2018, Aviva Stadium, Dublin | 26 mai 2018, Aviva Stadium, Dublin |
|  | 5 mai 2018, Parc y Scarlets, Llanelli | 5 mai 2018, Parc y Scarlets, Llanelli |                                |                                | 18 mai 2018, Scotstoun Stadium, Glasgow | 18 mai 2018, Scotstoun Stadium, Glasgow |  |  | 26 mai 2018, Aviva Stadium, Dublin | 26 mai 2018, Aviva Stadium, Dublin |
|  | 5 mai 2018, Parc y Scarlets, Llanelli | 5 mai 2018, Parc y Scarlets, Llanelli | Glasgow Warriors               | 13                             |                                         |                                         |  |  | 26 mai 2018, Aviva Stadium, Dublin | 26 mai 2018, Aviva Stadium, Dublin |
|  | Scarlets                              | 43                                    | Glasgow Warriors               | 13                             |                                         |                                         |  |  | 26 mai 2018, Aviva Stadium, Dublin | 26 mai 2018, Aviva Stadium, Dublin |
|  | Scarlets                              | 43                                    | Scarlets                       | 28                             |                                         |                                         |  |  | 26 mai 2018, Aviva Stadium, Dublin | 26 mai 2018, Aviva Stadium, Dublin |
|  | Cheetahs                              | 8                                     | Scarlets                       | 28                             |                                         |                                         |  |  | 26 mai 2018, Aviva Stadium, Dublin | 26 mai 2018, Aviva Stadium, Dublin |
|  | Cheetahs                              | 8                                     | 19 mai 2018, RDS Arena, Dublin | 19 mai 2018, RDS Arena, Dublin | Scarlets                                | 32                                      |  |  |                                    |                                    |
|  | 5 mai 2018, Thomond Park, Limerick    |                                       | 19 mai 2018, RDS Arena, Dublin | 19 mai 2018, RDS Arena, Dublin | Scarlets                                | 32                                      |  |  |                                    |                                    |
|  |                                       | Leinster                              | 19 mai 2018, RDS Arena, Dublin | 19 mai 2018, RDS Arena, Dublin | 40                                      |                                         |  |  |                                    |                                    |
|  | Munster                               | Leinster                              | 19 mai 2018, RDS Arena, Dublin | 19 mai 2018, RDS Arena, Dublin | 40                                      | 20                                      |  |  |                                    |                                    |
|  | Munster                               | Munster                               | 15                             |                                |                                         | 20                                      |  |  |                                    |                                    |
|  | Édimbourg Rugby                       | Munster                               | 15                             | 16                             |                                         |                                         |  |  |                                    |                                    |
|  | Édimbourg Rugby                       | Leinster                              | 16                             | 16                             |                                         |                                         |  |  |                                    |                                    |
|  |                                       | Leinster                              | 16                             |                                |                                         |                                         |  |  |                                    |                                    |

#### Barrages
| 5 mai 2018 19 h 35 | Scarlets | 43 - 8 (24 - 3) | Cheetahs                                                    | Parc y Scarlets, Llanelli 7 105 spectateurs Arbitre : George Clancy |
| 5 mai 2018 19 h 35 | Essai(s) : 6 S. Evans (5e, 36e), Halpenny (16e), Prydie (44e), J. Davies (54e), J. Evans (60e) Transformation(s) : 5 Halfpenny (6e, 17e), Patchell (37e, 44e, 56e) Pénalité(s) : 1 Halfpenny (15e) |                 | Essai(s) : 1 Blommetjies (75e) Pénalité(s) : 1 Goosen (21e) | Parc y Scarlets, Llanelli 7 105 spectateurs Arbitre : George Clancy |
| 5 mai 2018 19 h 35 | |                 |                                                             | Parc y Scarlets, Llanelli 7 105 spectateurs Arbitre : George Clancy |

| 5 mai 2018 15 h 15 | Munster | 20 - 16 (7 - 6) | Édimbourg Rugby                                                                                                  | Thomond Park, Limerick Arbitre : Nigel Owens |
| 5 mai 2018 15 h 15 | Essai(s) : 2 Marshall (8e), Earls (42e) Transformation(s) : 2 Hanrahan (9e, 43e) Pénalité(s) : 2 Hanrahan (51e, 72e) |                 | Essai(s) : 1 Fowles (58e) Transformation(s) : 1 van der Walt (59e) Pénalité(s) : 3 Hidalgo-Clyne (18e, 24e, 55e) | Thomond Park, Limerick Arbitre : Nigel Owens |
| 5 mai 2018 15 h 15 | |                 | | Thomond Park, Limerick Arbitre : Nigel Owens |

#### Demi-finales
| 18 mai 2018 20 h 45 | Glasgow Warriors | 13 - 28 | Scarlets | Scotstoun Stadium, Glasgow 10 000 spectateurs Arbitre : John Lacey |
| 18 mai 2018 20 h 45 |                  |         |          | Scotstoun Stadium, Glasgow 10 000 spectateurs Arbitre : John Lacey |
| 18 mai 2018 20 h 45 |                  |         |          | Scotstoun Stadium, Glasgow 10 000 spectateurs Arbitre : John Lacey |

| 19 mai 2018 16 h 15 | Leinster | 16 - 15 | Munster | RDS Arena, Dublin 18 930 spectateurs Arbitre : Stuart Berry |
| 19 mai 2018 16 h 15 |          |         |         | RDS Arena, Dublin 18 930 spectateurs Arbitre : Stuart Berry |
| 19 mai 2018 16 h 15 |          |         |         | RDS Arena, Dublin 18 930 spectateurs Arbitre : Stuart Berry |

#### Finale
| 26 mai 2018 | Leinster | 40 - 32 | Scarlets | Aviva Stadium, Dublin 46 092 spectateurs Arbitre : Stuart Berry |
| 26 mai 2018 | Essai(s) : 5 Toner (29e), Lowe (40e+2), Cronin (51e), Larmour (57e), Conan (68e) Transformation(s) : 2 Sexton (40e+3, 53e) Pénalité(s) : 3 Sexton (6e, 15e, 24e) |         | Essai(s) : 4 McNicholl (34e, 64e, 80e), Kruger (78e) Transformation(s) : 2 Halfpenny (64e, 80e+1), Jones (78e) Pénalité(s) : 2 Halfpenny (8e, 12e) | Aviva Stadium, Dublin 46 092 spectateurs Arbitre : Stuart Berry |
| 26 mai 2018 | |         | | Aviva Stadium, Dublin 46 092 spectateurs Arbitre : Stuart Berry |

### BarrageCoupe d'Europe de rugby à XV/Challenge européen
| 20 mai 2018 15 h 05 | Ulster | 35 - 17 | Ospreys | Kingspan Stadium, Belfast Arbitre : Marius Mitrea |
| 20 mai 2018 15 h 05 |        |         |         | Kingspan Stadium, Belfast Arbitre : Marius Mitrea |
| 20 mai 2018 15 h 05 |        |         |         | Kingspan Stadium, Belfast Arbitre : Marius Mitrea |

## Statistiques

### Meilleurs réalisateurs
| Rang | Joueur       | Club          | Poste            | Points | Essais | Transf. | Pén. | Drops |
| ---- | ------------ | ------------- | ---------------- | ------ | ------ | ------- | ---- | ----- |
| 1    | John Cooney  | Ulster        | Demi de mêlée    | 160    | 4      | 25      | 30   | 0     |
| 2    | Carlo Canna  | Zebre         | Demi d'ouverture | 132    | 4      | 20      | 23   | 1     |
| 3    | Jack Carty   | Connacht      | Demi d'ouverture | 131    | 1      | 24      | 26   | 0     |
| 4    | Jarrod Evans | Cardiff Blues | Demi d'ouverture | 127    | 2      | 27      | 21   | 0     |
| 5    | Ross Byrne   | Leinster      | Demi d'ouverture | 110    | 0      | 37      | 12   | 0     |

### Meilleurs marqueurs
| Rang | Joueur              | Club             | Poste         | Essais |
| ---- | ------------------- | ---------------- | ------------- | ------ |
| 1    | Barry Daly          | Leinster         | Ailier        | 12     |
| 2    | Makazole Mapimpi    | Cheetahs         | Ailier        | 10     |
| 3    | George Horne        | Glasgow Warriors | Demi de mêlée | 9      |
| 4    | Mattia Bellini      | Zebre            | Centre        | 8      |
| 4    | Craig Gilroy        | Ulster           | Ailier        | 8      |
| 4    | Duhan van der Merwe | Édimbourg Rugby  | Ailier        | 8      |
| 4    | Alex Wootton        | Munster          | Ailier        | 8      |

## Récompenses
Une cérémonie des Prix est organisée pour récompenser les joueurs et entraîneur ayant marqué la saison. Les trois premiers prix sont attribués par élection à partir d'une pré-sélection de trois joueurs ou de trois entraîneurs, le prix du président est un prix d'honneur, attribué à une personnalité choisie, les prix suivants récompensent les meilleurs joueurs suivant certaines statistiques. L'équipe-type du championnat est choisie durant la semaine précédant la finale.
| Distinction               | Lauréat            | Club          |
| ------------------------- | ------------------ | ------------- |
| Joueur de la saison       | Tadhg Beirne       | Scarlets      |
| Entraîneur de la saison   | Leo Cullen         | Leinster      |
| Jeune joueur de la saison | Jordan Larmour     | Leinster      |
| Prix du président         | Ed Jackson (en)    | Dragons       |
| Meilleur marqueur         | Barry Daly (en)    | Leinster      |
| Golden Boot               | Fred Zeilinga (en) | Cheetahs      |
| Tackle Machine            | Olly Robinson      | Cardiff Blues |
| Iron Man                  | Giulio Bisegni     | Zebre         |
| Prix du Fair-play         | Scarlets           |               |

| Poste                  | Joueurs                                    | Joueurs                                    | Joueurs                                    | Joueurs                               | Joueurs                               | Joueurs                               |
| ---------------------- | ------------------------------------------ | ------------------------------------------ | ------------------------------------------ | ------------------------------------- | ------------------------------------- | ------------------------------------- |
| Arrière                | [15] Blair Kinghorn (Édimbourg Rugby)      | [15] Blair Kinghorn (Édimbourg Rugby)      | [15] Blair Kinghorn (Édimbourg Rugby)      | [15] Blair Kinghorn (Édimbourg Rugby) | [15] Blair Kinghorn (Édimbourg Rugby) | [15] Blair Kinghorn (Édimbourg Rugby) |
| Trois quarts ailes     | [14] Jordan Larmour (Leinster)             | [14] Jordan Larmour (Leinster)             | [14] Jordan Larmour (Leinster)             | [11] James Lowe (Leinster)            | [11] James Lowe (Leinster)            | [11] James Lowe (Leinster)            |
| Trois quarts centres   | [13] Nick Grigg (en) (Glasgow Warriors)    | [13] Nick Grigg (en) (Glasgow Warriors)    | [13] Nick Grigg (en) (Glasgow Warriors)    | [12] Hadleigh Parkes (Scarlets)       | [12] Hadleigh Parkes (Scarlets)       | [12] Hadleigh Parkes (Scarlets)       |
| Charnière              | [10] Rhys Patchell (Scarlets)              | [10] Rhys Patchell (Scarlets)              | [10] Rhys Patchell (Scarlets)              | [9] John Cooney (Ulster)              | [9] John Cooney (Ulster)              | [9] John Cooney (Ulster)              |
| Troisième ligne centre | [8] Jack Conan (Leinster)                  | [8] Jack Conan (Leinster)                  | [8] Jack Conan (Leinster)                  | [8] Jack Conan (Leinster)             | [8] Jack Conan (Leinster)             | [8] Jack Conan (Leinster)             |
| Troisième ligne aile   | [7] Callum Gibbins (en) (Glasgow Warriors) | [7] Callum Gibbins (en) (Glasgow Warriors) | [7] Callum Gibbins (en) (Glasgow Warriors) | [6] Aaron Shingler (Scarlets)         | [6] Aaron Shingler (Scarlets)         | [6] Aaron Shingler (Scarlets)         |
| Deuxième ligne         | [5] Tadhg Beirne (Munster)                 | [5] Tadhg Beirne (Munster)                 | [5] Tadhg Beirne (Munster)                 | [4] Scott Fardy (Leinster)            | [4] Scott Fardy (Leinster)            | [4] Scott Fardy (Leinster)            |
| Piliers                | [3] Andrew Porter (Leinster)               | [3] Andrew Porter (Leinster)               | [3] Andrew Porter (Leinster)               | [1] Rob Evans (Scarlets)              | [1] Rob Evans (Scarlets)              | [1] Rob Evans (Scarlets)              |
| Talonneur              | [2] Torsten van Jaarsveld (Cheetahs)       | [2] Torsten van Jaarsveld (Cheetahs)       | [2] Torsten van Jaarsveld (Cheetahs)       | [2] Torsten van Jaarsveld (Cheetahs)  | [2] Torsten van Jaarsveld (Cheetahs)  | [2] Torsten van Jaarsveld (Cheetahs)  |